# Gonatocerus pictus
Gonatocerus pictus är en stekelart som först beskrevs av Alexander Henry Haliday 1833.  Gonatocerus pictus ingår i släktet Gonatocerus och familjen dvärgsteklar. Arten är reproducerande i Sverige. Inga underarter finns listade i Catalogue of Life.